# (6113) Tsap
(6113) Tsap est un astéroïde de la ceinture principale.

## Description
(6113) Tsap est un astéroïde de la ceinture principale. Il fut découvert le 16 septembre 1982 à Nauchnyj par Lioudmila Tchernykh. Il présente une orbite caractérisée par un demi-grand axe de 2,66 UA, une excentricité de 0,20 et une inclinaison de 2,2° par rapport à l'écliptique.

## Compléments